# Schwarzfahrerversicherung
Unter Schwarzfahrerversicherung versteht man eine Art Versicherung, durch die wegen Beförderungserschleichung zu leistende Zahlungen übernommen werden, falls ein Schwarzfahrer während Fahrscheinkontrollen ertappt wird.

## Hintergrund
Die Idee entstammt organisierten Schwarzfahrergemeinschaften, die ein Solidaritätsprinzip für den öffentlichen Verkehr fordern und die Meinung vertreten, die Benutzung öffentlicher Verkehrsmittel dürfte für die Beförderten nichts kosten, sondern müsste „wie die Gehwege“ „von allen bezahlt“ werden. Die Forderung beinhaltet eine Umverteilung durch Steuern für öffentlichen Verkehr und die gleichzeitige Priorisierung des urbanen öffentlichen Verkehrs gegenüber dem individuellen Kraftverkehr, um die Umwelt zu entlasten. Ein weiterer positiver sozioökonomischer Effekt des kostenlosen öffentlichen Verkehrs bestehe laut den Schwarzfahrergemeinschaften darin, Kosten für das Fahrschein- und Kontrollsystem einzusparen und der durch diese Systeme verursachten schlechten Stimmung in der Öffentlichkeit ein Ende zu bereiten.
Die Versicherungsleistung wird üblicherweise nicht von professionellen Versicherungsunternehmen angeboten, sondern stellt eine mehr oder weniger gut organisierte solidarische Übereinkunft im Umkreis von Schwarzfahrergemeinschaften dar, die im Bereich der Versicherungsvereine auf Gegenseitigkeit anzusiedeln sein dürfte. Dabei wird von den Versicherungsnehmern regelmäßig ein festgelegter Beitrag bezahlt, wodurch diese das Recht erhalten, etwaige Strafzahlungsforderungen für Beförderungserschleichung von der Versicherung abgegolten zu bekommen.

## Existenz von Schwarzfahrerversicherungen
Derzeit existieren Schwarzfahrerversicherungen beispielsweise in Stockholm und Paris. Auch in Deutschland wurde in den 1980er Jahren vom AStA der Universität Hannover eine derartige Versicherung gegründet, die jedoch infolge intensiverer Fahrscheinkontrollen und der damit verbundenen erhöhten Versicherungsleistungen bald eingestellt werden musste.
Nach dem Auslaufen des 9-Euro-Tickets führten Aktivisten im September 2022 eine (zum 23. Februar 2025 eingestellte) Schwarzfahrerversicherung unter dem Namen Neun-Euro-Fonds ein, um eine Weiterführung des Tickets zu fordern. Der Schienenpersonennahverkehr (Regionalzüge) ist hier jedoch mit Ausnahme von S-Bahnen ausgeschlossen.